# Corisopites
Les Corisopites (en latin Corisopiti), sont un ancien peuple de la Gaule lyonnaise situé au sud des Osismiens. Il s'agit aujourd'hui du territoire de Quimper.
Des débats ont eu lieu sur une possible confusion avec les Coriosolites.

## Source
- Dezobry et Bachelet, Dictionnaire de biographie, t.1, Ch.Delagrave, 1876, p. 676